# Coll del Pertús
El coll del Pertús és un dels colls que permeten travessar els Pirineus. Amb només 290 m d'altitud connecta les comarques catalanes de l'Alt Empordà i el Vallespir. Constitueix l'extrem occidental de la serra de l'Albera (tot i que alguns geògrafs situen aquest extrem occidental més a l'oest de la població del Pertús).
Està situat al capdamunt -nord- del nucli urbà de la població del Pertús, que fins i tot el desborda pel nord, de manera que el coll en si cau dins del nucli urbà. El coll en si és molt a prop d'on arrenca de la carretera (o Avinguda de França) cap a ponent el carrer de l'Església.

## Geografia
Les aigües al nord del coll van a la conca del riu Tec, les del Sud a la del Llobregat d'Empordà, afluent de la Muga.
El coll del Pertús travessa l'actual frontera entre els estats espanyol i francès i constitueix un punt molt important de l'eix viari nord-sud-oest europeu. S'hi ubiquen les instal·lacions de la duana, actualment en desús.
El coll original, a 283,1 metres d'altitud, acull el punt de trobada de les carreteres departamental D900 (antiga N - 9) i estatal N-II, just a llevant del poble del Pertús i al nord del barri dels Límits de la Jonquera, però actualment hi ha un segon Coll del Pertús, a l'autopista, damunt mateix del límit estatal, a 298 m. alt.
Al coll hi ha un nucli de població considerable que està partit pel mig per la frontera. La part de l'oest i un sector de la de l'est conformen el municipi del Pertús, de la comarca del Vallespir, i part de la de l'est és el barri del Portús, pertanyent a la Jonquera, de l'Alt Empordà.

## Història
El primer fet històric que marca el Perthus es remunta sens dubte al 218 aC. aC quan Anníbal i el seu exèrcit d'elefants van creuar el coll de Perthus durant la Segona Guerra Púnica6, després d'haver negociat un gran peatge a Illiberis7.
La zona fou fortificada posteriorment pels romans. El coll es coneix llavors com Summum Pyrenaeum i és el punt d'unió de la Via Domitia al nord i la Via Augusta al sud. A la comuna de Cluses8 són visibles les restes de diverses fortificacions romanes. Defensaven l'accés al coll per les dues vies romanes. Les restes visibles al llarg del camí Domicià, al veí coll de Panissars són probablement les del trofeu erigit per Pompeu, esmentat diverses vegades per textos antics després de la conquesta d'Espanya3 i que materialitza aquesta cruïlla.
Quan els visigots es van apoderar de Septimània l'any 412 després de la caiguda de Roma, van organitzar la seva defensa al voltant del castell d'Ultrère mentre desenvolupaven les fortificacions de Perthus. Tanmateix, d'aquestes obres només en queden restes9.
Si bé és cert que els àrabs van utilitzar el Col du Perthus per annexionar-se Narbona entre el 711 i el 719 abans de retirar-se 40 anys més tard, l'anomenat castell “morisc” és una fortalesa romana modificada pels visigots.
L'1 d'octubre de 1285, Felip el Temerari, rei de França, aliat amb Jaume II, rei de Mallorca, va ser derrotat per Pere III d'Aragó durant la batalla del coll de Panissars que va posar fi a la croada d'Aragó. Jaume II de Mallorca va començar a fortificar l'alçada occidental del coll l'any 1285 per defensar-se del seu poderós germà aragonès. La treva és de curta durada. El pas va passar sota la dominació aragonesa l'any 1295 després que el Tractat d'Anagni obligués Jaume II a ser vassall de la corona d'Aragó.
El matrimoni d'Isabel I de Castella i Ferran II d'Aragó l'any 1479 va fer passar els espanyols, fins a l'aixecament de Catalunya el 1640, en plena Guerra dels Trenta Anys. L'aliança del govern català amb Lluís XIII va permetre que les tropes franceses travessin el coll del Perthus. Després de 19 anys de conflicte, el Tractat dels Pirineus determina la frontera entre França i Espanya i la complexa divisió del Col du Perthus.
Els desenvolupaments militars es van desenvolupar fins que, el 16773, Vauban va fer destruir els antics edificis per construir Fort Bellegarde. Fins al segle xx, la història del Col du Perthus es va confondre amb la del Fort Bellegarde.
El poble de Perthus va ser fundat l'any 18363.
Entre 1974 i 1976 es va construir una piràmide a la cruïlla de les autopistes A9 i AP710. És obra de l'arquitecte Ricardo Bofill11. Està dedicada a Catalunya3. Es troba al vessant enfront del trofeu de Pompeu.

## Transports
L'altitud del coll el converteix, amb el de Balistres, en un dels més baixos que creuen els Pirineus. A diferència d'aquest últim, el Col du Perthus no es troba vora el mar i evita un gran desviament per connectar les principals carreteres, Perpinyà i Girona. Aquestes característiques la converteixen en una ruta important per travessar els Pirineus.
Des del Tractat dels Pirineus, marca la frontera franco-espanyola on dona suport a les duanes. També constitueix el límit entre les autopistes A9 i AP-7.
També és el punt d'unió entre la carretera nacional francesa 9 (França) i la carretera nacional espanyola N-II. Està travessat sota terra, per l'enllaç ferroviari d'alta velocitat Perpinyà-Figueras.

## Toponímia
Perthus prové del llatí pertusus, propi participi passat del verb pertundere (“perforar, forar”)3. És un terme clàssic per anomenar un pas estret, un pas. El Col du Perthus és doncs un topònim pleonàstic, el nom de Perthus propi del poble. Pertusium també es troba en baix llatí. És aquest terme el que apareix el 1306 per designar per primera vegada i amb certesa el pas de Perthus: Pertusium de parrochia sta Maria de Clusa.
El terme primer es va transformar en català (pertús) abans de ser afrancesat.

## Comunicacions
Pel coll del Pertús passa la ruta europea E-15, que hi enllaça les autopistes A-9 francesa amb l'AP-7 espanyola. En paral·lel, molt a prop, la carretera D-900 entronca amb la N-II.
El túnel de 8.171 m. que acull la línia ferroviària d'Alta Velocitat de Barcelona a París forada la Serra de l'Albera a l'est del Coll del Pertús.

## L'exili republicà
Aquest coll va ser un dels llocs clau en la retirada republicana del 1939, per on passà la major part de població civil i bona part de l'exèrcit republicà.